# Dzhalilkend
Dzhalilkend (azerbajdzjanska: Cəlilkənd) är en ort i Azerbajdzjan.   Den ligger i distriktet Nachitjevan, i den västra delen av landet, 400 km väster om huvudstaden Baku. Dzhalilkend ligger 833 meter över havet och antalet invånare är 1 662.
Terrängen runt Dzhalilkend är kuperad åt nordost, men åt sydväst är den platt. Närmaste större samhälle är Dyudengya, 1,2 km väster om Dzhalilkend. 
Trakten runt Dzhalilkend består till största delen av jordbruksmark. Runt Dzhalilkend är det ganska tätbefolkat, med 90 invånare per kvadratkilometer.